# ساتوشي كورودا
ساتوشي كورودا (باليابانية: 黒田哲史؛ بالكانا: くろだ さとし) هو لاعب كرة قاعدة ياباني، ولد في 11 يناير 1975 في Kita-ku, Kobe ‏ في اليابان.

## وصلات خارجية
- ساتوشي كورودا على موقع الدوري الياباني لكرة القاعدة (الإنجليزية)
- ساتوشي كورودا على موقعبيزبول رفرنس.كوم (الدوري الثانوي) (الإنجليزية)